# Allium kazerouni
Allium kazerouni är en amaryllisväxtart som beskrevs av Ahmed Ahmad Parsa. Allium kazerouni ingår i släktet lökar, och familjen amaryllisväxter.
Artens utbredningsområde är Iran. Inga underarter finns listade i Catalogue of Life.